# 아유카이 후사노신
아유카이 후사노신(일본어: 鮎貝房之進 1864년 2월 11일 - 1946년 2월 24일)는 일본 미야기현 게센누마시 출신의 언어, 역사학자이다. 일본의 주요 한국어 (조선어) 연구자였으며 지명, 왕명 등 언어학 및 역사학을 아우르는 연구 업적을 남겼다. 명성황후 시해 사건 가담자라는 설이 있다.

## 걸어온 길
- 1864년 - 센다이 번 아유카이 가문에서 아유카이타로히라모리후사의 셋째 아들로 태어남
- 1878년 - 센다이 현립 사범학교 마침
- 1884년 - 관비학생으로 도쿄외국어학교 조선어학과 입학
- 1890년 - 미야기 현회의원에 당선되어 1기에 한해 활동.
- 1894년 - 조선으로 넘어와 서울(당시 경성)에서 사립소학교 다섯 곳을 세우는 책임자가 됨
- 1895년 10월 8일 - 을미사변 (명성황후 살해에 직접가담 한자 중 1인)
- 1906년 - 러일전쟁에서의 공로로 육등훈장=훈육등(勲六等)을 받음
- 1916년 - 조선총독부 박물관 협의원(協議員)이 됨.
- 1931년 - 자신의 대표저작인 잡고(雑攷) 출판 시작.
- 1933년 - 조선총독부 보물고적명승천연기념보존회위원이 됨.
- 1942년 - 조선총독부에서 조선문화공로상 수상
- 1946년 - 해방으로 일본으로 철수하던 중 하카타(후쿠오카)에서 중풍으로 죽음